# 林石城
林石城（1912年12月3日-1995年10月8日），臺灣新生報記者、政治人物，中國國民黨籍。日本時代阿緱林慶記林英良次子。曾任屏東縣議員、屏東縣議長、屏東縣縣長。

## 生平
林石城於1912年出生於今屏東市，為屏東望族林英良次子。完成中學教育後，畢業於日本中央大學法律系。日治時期投身新聞界，曾任《臺灣新民報》記者。
戰後，林石城進入屏東政壇。曾任屏東縣議員、議長。第二屆縣長選舉時，林石城獲國民黨提名。在一人參選下當選縣長。
林石城在屏東縣長時期，重視屏東縣的心理建設。1955年創辦創辦農業技術實踐講習班「青空學校」。後來風行全省的農村「四健會」，實脫胎於青空學校。並且完成許多鋪橋築路的實質建設。
林石城交友廣闊、善結人緣。當時尚未禁止公務人員上酒家，每當公餘之暇，林石城喜歡跟幾位知心好友上酒家吃喝玩樂。有不少施政計畫，在酒酣耳熱之際得到靈感的。
第三屆縣長選舉，林石城順利連任。
卸任後，林石城受到政府器重，出任臺灣省政府委員，並於1963年代理高雄縣縣長。1972年省府改組，被任命為台灣硫酸錏公司董事長。曾任唐榮公司常務董事。

## 家族
- 林石城父親林英良（1881-1957），為「慶記商號」創辦人，兼營榨油、染布工廠。曾提供一百多甲土地供臺灣製糖會社在屏東建廠。[2]
- 林石城弟弟林石鼓，畢業於早稻田大學。曾任屏東市第五屆市民代表主席。[2]
- 林石城四姊林善，畢業於三女高。嫁給里港藍家的藍家鼎（藍高川養子，日治時期曾任庄協議會員，戰後出任里港鄉首任官派鄉長）。[2]